# Münchner Merkur
De Münchner Merkur is een dagblad uit de Zuid-Duitse stad München, dat sinds 1946 verschijnt.
De Münchner Merkur was in 1946 na de Süddeutsche Zeitung de tweede krant die in München van de Amerikanen een publicatielicentie kreeg. Oprichter en eerste hoofdredacteur was Felix Buttersack. Aanvankelijk heette de krant Münchner Mittag. In 1947 kreeg het dagblad zijn huidige naam. In de stad München is de krant kleiner dan de Süddeutsche Zeitung, maar in de regio, waar de krant vele lokale edities heeft, heeft de Münchner Merkur een zeer sterke positie. De krant is van oudsher op de hand van de CSU.
De krant is sinds 1982 grotendeels in handen van Dirk Ippen en maakt deel uit van diens Mediengruppe Münchner Merkur/tz. De hoofdredactie bevindt zich in het Pressehaus in de Bayerstraße, dat oorspronkelijk (1911) werd gebouwd voor de Allgemeine Zeitung.